# 原大樹
原 大樹（はら ひろき、1990年4月16日 - ）は、日本のマジシャン。奈良県十津川村出身。父は造形作家の原秀雄。母は歌手・作家の原水音。
三重県立木本高等学校卒業。海外ではHiroki Hara名義で活動している。マジックキャッスル（MAGIC CASTE）正会員。アミューズ所属。

## 概要
幼少の頃より独学でマジックを習得。2003年『笑っていいとも』（フジテレビ）「第二のハリーポッターオーディション」に天才少年マジシャンとして出演。
木本高校時代には教員実習で来た同校の先輩である屋敷裕政（ニューヨーク）の授業を受けた経験がある。
- 2009年3月、アメリカのラスベガスにてランス・バートン主催の世界ジュニア大会「World Magic Seminar Teens contest」にて、日本人初のグランプリを受賞。「World Teen Champion Award 」を受賞[3]。
- 2010年6月、密着したドキュメンタリー映画『Make Believe』がロサンゼルス国際映画祭ドキュメンタリー部門にてグランプリを受賞。

- 2009年7月、ハリウッドマジックキャッスルで開催された「Future Star Week」にゲスト出演。

- 2010年10月、フジテレビ制作、対決バラエティー『ほこ×たて』初回に出演。
- 2011年6月、メキシコの情報番組Animal Nocturnoにゲスト出演。
- 2012年1月、イギリスBBC制作マジックスペシャルTHE MAGICIANSにスペシャルゲストとして出演。
- 2012年1月、平成23年度和歌山県文化奨励賞を受賞[4]。

- 2012年7月、アメリカ、ラスベガスで開催された「S.A.M（The Society of American Magicians) 世界大会」にて優勝。観客投票により決定されるPeople Choice Awardも併せて受賞。

- 2012年12月、中国最大の発行部数を誇る週刊誌「週末画報」Young Asia2012に選出され、インタビュー記事が掲載される。
- 2013年1月、日本奇術協会平成24年度「ホープ賞」受賞。

## テレビ出演
- 「THE MAGICIANS」（2012年、英国BBC）
- 「Animal Nocturno」(2011年、メキシコ・TVアステカ）
- 「TV De Noche」（2011年、メキシコ・テレビサ）
- 「笑っていいとも」（2003年、フジテレビ）
- 「めざましテレビ」（フジテレビ）
- 「スーパーニュース」（2009年）
- 「おはよう日本」（2010年、NHK）
- 「徳光和夫のトクセン」（2009年、BS日テレ）
- 「列島ニュース」（NHKBS1）
- 「ほこ×たて」（フジテレビ）
- 「ほこ×たて 新春スペシャル」
- 「となりの子育て 育てた人にきいてみる」
- 「情報プレゼンター とくダネ」
- 「ウェークアップぷらす」（2012年、よみうりテレビ）
- 「オードリーさん、ぜひ会って欲しい人がいるんです！」(2019年、中京テレビ)
- 「情報ライブ ミヤネ屋」（2020年、よみうりテレビ）
- 「激レアさんを連れてきた。」(2021年1月11日テレビ朝日)